# Medaglia commemorativa per il 250º anniversario di Leningrado
La medaglia commemorativa per il 250º anniversario di Leningrado è stata un premio statale dell'Unione Sovietica.

## Storia
La medaglia venne istituita il 16 maggio 1957.

## Assegnazione
La medaglia veniva assegnata a lavoratori, tecnici e dipendenti di imprese industriali, dei trasporti e dello sviluppo urbano di Leningrado, alle persone che avessero lavorato nel campo della scienza, della tecnologia, dell'arte, della letteratura, dell'istruzione e della salute, ai dipendenti delle istituzioni dello Stato, di partito, dei sindacati, delle organizzazioni pubbliche e di altro tipo che si fossero distinti nel lavoro nella ricostruzione del capitale e nello sviluppo del proprio lavoro nel settore industriale, dei trasporti, dello sviluppo urbano, e nelle istituzioni accademiche e culturali, ai soldati o invalidi del lavoro; alle casalinghe che avessero preso parte attiva nel miglioramento della città e nel lavoro delle scuole e delle strutture per l'infanzia. Per ottenere la medaglia era necessario aver soggiornato almeno cinque anni a Leningrado o nei suoi dintorni.

## Insegne
- La medaglia era dorata. Il dritto raffigurava il monumento a Lenin alla stazione ferroviaria Finlyandsky con il fiume Neva e l'ammiragliato russo sullo sfondo. Sotto Lenin, l'immagine di falce e martello con un ramo di alloro a sinistra e a destra. Sopra il braccio teso di Lenin, una stella a cinque punte con raggi radianti. Nella parte superiore, lungo la circonferenza della medaglia, l'iscrizione "In commemorazione del 250º anniversario di Leningrado" (Russo: «В память 250 летия Ленинграда»). Il rovescio raffigurava l'Istituto Smol'nyj con sotto il numero "250", in cima, in una corona di rami di quercia e di alloro vi erano le insegne dell'Ordine di Lenin e dell'Ordine della Bandiera rossa con sotto la scritta "GLORIA ALLA CITTÀ EROINA!" (Russo: «ГОРОДУ-ГЕРОЮ СЛАВА!»).
- Il nastro era blu con bordi bianchi e con all'interno una striscia rossa circondata da due strisce gialle caricate di una striscia rossa.